# Onkaparinga River National Park
Onkaparinga River National Park är en park i Australien. Den ligger i delstaten South Australia, omkring 26 kilometer söder om delstatshuvudstaden Adelaide. Onkaparinga River National Park ligger 137 meter över havet. Arean är 15,5 kvadratkilometer.
Närmaste större samhälle är Morphett Vale, nära Onkaparinga River National Park.
Trakten runt Onkaparinga River National Park består till största delen av jordbruksmark. Runt Onkaparinga River National Park är det ganska glesbefolkat, med 50 invånare per kvadratkilometer. Genomsnittlig årsnederbörd är 729 millimeter. Den regnigaste månaden är juni, med i genomsnitt 133 mm nederbörd, och den torraste är december, med 21 mm nederbörd.